# Fatti vedere
Fatti vedere è un film del 2025 diretto da Tiziano Russo.

## Trama
Sandra, laureata in psicologia, è appena stata assunta dal famoso sito di psicoterapia fattivedere.com. Appena torna a casa per raccontare la notizia al suo fidanzato Stefano vede quest'ultimo con le valigie pronto a lasciarla senza darle spiegazioni dopo dieci anni di convivenza. Sandra va in crisi e cercherà di capire perché sia stata lasciata.

## Produzione
Le riprese del film sono iniziate a Roma il 2 marzo 2024 e sono durate sei settimane.

## Promozione
Il trailer ufficiale del film è stato reso disponibile il 9 dicembre 2024.

## Distribuzione
Il film è stato distribuito nelle sale cinematografiche italiane dal 6 febbraio 2025.
Dal 30 maggio 2025 è disponibile in esclusiva su Disney+.

## Accoglienza

### Incassi
Il film ha incassato 610329 €.

### Critica
Il film è stato accolto con recensioni generalmente favorevoli dalla critica cinematografica.